# Милч, Дэвид
Дэ́вид С. Милч (англ. David S. Milch; род. 23 марта 1945, Буффало, штат Нью-Йорк) — американский сценарист и телевизионный продюсер. Создатель таких телесериалов как «Полиция Нью-Йорка» (в соавторстве со Стивеном Бочко), «Дедвуд», «Удача». Неоднократный лауреат премии «Эмми».

## Биография
В 1966 году Дэвид Милч с отличием окончил Йельский университет, где его успехи в изучении английского языка были отмечены специальной премией Tinker Prize. Он получил степень магистра искусств, окончив писательское отделение Айовского университета. Некоторое время изучал юриспруденцию в Йельской школе права, а затем стал преподавателем английской литературы и писательства в Йельском университете. Является одним из авторов нескольких учебников по литературе для колледжей; публиковал свои произведения в литературных журналах The Atlantic Monthly и Southern Review.
Проживает в Лос-Анджелесе. У него есть трое детей: две дочери — Элизабет и Оливия, сын — Бенджамин.
Милч — владелец нескольких чистокровных скаковых лошадей. В 2001 году его жеребец по кличке Val Royal стал призёром национальных скачек Breeders' Cup Mile.

### Карьера на телевидении
В 1982 году Милч написал сценарий для премьеры третьего сезона сериала «Блюз Хилл стрит», получив за него свою первую премию «Эмми» и тем самым начав успешную и продолжительную карьеру на телевидении. В течение пяти сезонов он участвовал в съёмках «Блюз Хилл стрит» — сперва в качестве главного редактора сценарного отдела, а затем как исполнительный продюсер.
Милч выступил соавтором и исполнительным продюсером популярного в США телесериала «Полиция Нью-Йорка», который транслировался на телеканале ABC с 1993-го по 2005 год. Со своим коллегой — Стивеном Бочко — создал ещё несколько шоу, не получивших, правда, экранного времени более чем на один сезон: ещё одну полицейскую драму «Южный Бруклин» (1997—1998, CBS) и детективный сериал «Полная защита» (англ. Total Security; 1997, ABC). В 2001 году сделал попытку запустить собственный полицейский сериал «Большое яблоко» (англ. Big Apple), но неудачно: на телеканале CBS вышло только восемь эпизодов.
С 2002-го по 2006 год Милч работал над историческим сериалом-вестерном «Дедвуд» для кабельного телеканала HBO: сразу в качестве создателя, одного из сценаристов и исполнительного продюсера. Всего было выпущено три сезона (36 серий).
Вторым его проектом для НВО стала мистическая драма «Джон из Цинциннати» (в соавторстве с Кемом Нанном), показанная в 2007 году (только один сезон). Третий сериал — Last of the Ninth (о полиции Нью-Йорка в 1970-е годы), о начале работы над котором было объявлено в октябре того же года, так и не вышел.
В январе 2010 года Милч объявил, что он готовит для HBO новую драму под названием «Удача», в основе сюжета которой — лошадиные скачки. Премьера сериала состоялась 11 декабря 2011 года. Пилот был снят режиссёром Майклом Манном. Среди ведущих актёров — Дастин Хоффман и Ник Нолти. Сериал был продлён на второй сезон, но впоследствии съёмки были отменёны.
В ноябре 2011-го руководство HBO объявило о соглашении с продюсерской компанией Red Вoard Productions, которую возглавляет Дэвид Милч, чтобы запустить в производство фильмы и телесериал, основанные на литературных произведениях Уильяма Фолкнера.

## Награды и признание
«Эмми»
- 1983 — в номинации «Лучший сценарий драматического сериала» (Блюз Хилл стрит, эпизод «Trial By Fury»);
- 1995 — в коллективной номинации «Лучший драматический сериал» (Полиция Нью-Йорка);
- 1997 — в номинации «Лучший сценарий драматического сериала» (Полиция Нью-Йорка, эпизод «Where’s Swaldo?»; вместе со Стефеном Гэхэном и Майклом Р. Перри);
- 1998 — в номинации «Лучший сценарий драматического сериала» (Полиция Нью-Йорка, эпизод «Lost Israel»; вместе с Николасом Вуттоном, Мередит Стим и Биллом Кларком).

Премия Эдгара Аллана По
- 1994 — в номинации «Лучший эпизод телесериала/телеспектакля» (Полиция Нью-Йорка, эпизод «4B or Not 4B»);
- 1995 — в номинации «Лучший эпизод телесериала/телеспектакля» (Полиция Нью-Йорка, эпизод «Simone Says»; вместе со Стивеном Бочко и Уолоном Грином).

Премия Гильдии продюсеров США
- 1994 — в номинации «Телевизионный продюсер года» (вместе со Стивеном Бочко и Грегори Хоблитом)

Гильдия сценаристов США
- 1999 — Премия Laurel Award за сценарные достижения на ТВ.

Humanitas Prize
- Награда 1983 года за сериал Блюз Хилл стрит.
- Награда за сериал Полиция Нью-Йорка: в 1994-м (вместе с Бартоном Армусом), в 1999-м (вместе со Стивеном Бочко, Николасом Вуттоном и Биллом Кларком).

Austin Film Festival
- 2006 — награда в номинации «Лучший телевизионный сценарист».

Голливудская «Аллея славы»
- 2006 — Звезда за вклад в развитие телевидения